# Liste der Bodendenkmäler in Mönchsdeggingen
Auf dieser Seite sind die Bodendenkmäler in der schwäbischen Gemeinde Mönchsdeggingen zusammengestellt. Diese Tabelle ist eine Teilliste der Liste der Bodendenkmäler in Bayern. Grundlage ist die Bayerische Denkmalliste, die auf Basis des Bayerischen Denkmalschutzgesetzes vom 1. Oktober 1973 erstmals erstellt wurde und seither durch das Bayerische Landesamt für Denkmalpflege geführt wird. Die folgenden Angaben ersetzen nicht die rechtsverbindliche Auskunft der Denkmalschutzbehörde.

## Bodendenkmäler der Gemeinde Mönchsdeggingen

### Gemarkung Hohenaltheim
| Lage                    | Objekt                                                                                           | Akten-Nr.     | Bild |
| ----------------------- | ------------------------------------------------------------------------------------------------ | ------------- | ---- |
| Hohenaltheim (Standort) | Freilandstation des Paläolithikums, Siedlung des Neolithikums.                                   | D-7-7229-0128 |      |
| Hohenaltheim (Standort) | Siedlung der Linearbandkeramik, des Jungneolithikums, der Bronzezeit, Hallstatt- und Latènezeit. | D-7-7229-0344 |      |

### Gemarkung Kleinsorheim
| Lage                    | Objekt                   | Akten-Nr.     | Bild |
| ----------------------- | ------------------------ | ------------- | ---- |
| Kleinsorheim (Standort) | Siedlung der Latènezeit. | D-7-7229-0184 |      |

### Gemarkung Merzingen
| Lage                 | Objekt                                                                  | Akten-Nr.     | Bild |
| -------------------- | ----------------------------------------------------------------------- | ------------- | ---- |
| Merzingen (Standort) | Siedlung der Hallstattzeit und der römischen Kaiserzeit.                | D-7-7229-0118 |      |
| Merzingen (Standort) | Siedlung des Neolithikums und der Hallstattzeit.                        | D-7-7229-0119 |      |
| Merzingen (Standort) | Siedlung oder Gräber der Hallstattzeit.                                 | D-7-7229-0120 |      |
| Merzingen (Standort) | Siedlung der Linearbandkeramik.                                         | D-7-7229-0121 |      |
| Merzingen (Standort) | Siedlung vor- und frühgeschichtlicher Zeitstellung.                     | D-7-7229-0122 |      |
| Merzingen (Standort) | Siedlung des Neolithikums, der Urnenfelder-, Hallstatt- und Latènezeit. | D-7-7229-0123 |      |
| Merzingen (Standort) | Siedlung der Urnenfelderzeit.                                           | D-7-7229-0131 |      |
| Merzingen (Standort) | Siedlung der Spätlatènezeit.                                            | D-7-7229-0132 |      |
| Merzingen (Standort) | Siedlung der Schnurkeramik, der Urnenfelderzeit und der Hallstattzeit.  | D-7-7229-0373 |      |
| Merzingen (Standort) | Siedlung der Rössener Kultur.                                           | D-7-7229-0469 |      |
| Merzingen (Standort) | Siedlung vorgeschichtlicher Zeitstellung.                               | D-7-7229-0470 |      |
| Merzingen (Standort) | Siedlung der Urnenfelderzeit.                                           | D-7-7229-0471 |      |

### Gemarkung Mönchsdeggingen
| Lage                       | Objekt | Akten-Nr.     | Bild |
| -------------------------- | --- | ------------- | ---- |
| Mönchsdeggingen (Standort) | Körpergräber des Jung- oder Endneolithikums; Siedlung der Urnenfelder-, Hallstatt- und Latènezeit.                                                                                                | D-7-7229-0278 |      |
| Mönchsdeggingen (Standort) | Siedlung der Bronzezeit, der Hallstattzeit, der Latènezeit und der römischen Kaiserzeit. | D-7-7229-0279 |      |
| Mönchsdeggingen (Standort) | Siedlung der Linearbandkeramik, der Bronzezeit, der Hallstattzeit und der Latènezeit. | D-7-7229-0280 |      |
| Mönchsdeggingen (Standort) | Frühmittelalterliches Reihengräberfeld. | D-7-7229-0281 |      |
| Mönchsdeggingen (Standort) | Körpergräber vor- und frühgeschichtlicher oder mittelalterlicher Zeitstellung. | D-7-7229-0282 |      |
| Mönchsdeggingen (Standort) | Mittelalterliche Abschnittsbefestigung. | D-7-7229-0285 |      |
| Mönchsdeggingen (Standort) | Grabhügel vorgeschichtlicher Zeitstellung. | D-7-7229-0286 |      |
| Mönchsdeggingen (Standort) | Siedlung der Altheimer Kultur, Abschnittsbefestigung vor- oder frühgeschichtlicher Zeitstellung sowie Grabhügel der Hallstattzeit.                                                                | D-7-7229-0287 |      |
| Mönchsdeggingen (Standort) | Grabhügel der Hallstattzeit. | D-7-7229-0288 |      |
| Mönchsdeggingen (Standort) | Grabhügel vorgeschichtlicher Zeitstellung. | D-7-7229-0289 |      |
| Mönchsdeggingen (Standort) | Siedlung des Neolithikums, der Bronzezeit, der Hallstattzeit, der Latènezeit und des Mittelalters.                                                                                                | D-7-7229-0290 |      |
| Mönchsdeggingen (Standort) | Wallanlage vor- und frühgeschichtlicher Zeitstellung. | D-7-7229-0291 |      |
| Mönchsdeggingen (Standort) | Verhüttungsplatz des Mittelalters. | D-7-7229-0292 |      |
| Mönchsdeggingen (Standort) | Felsdach mit Funden der Hallstattzeit. | D-7-7229-0293 |      |
| Mönchsdeggingen (Standort) | Siedlung der Hallstatt- und Latènezeit. | D-7-7229-0295 |      |
| Mönchsdeggingen (Standort) | Grabhügel vorgeschichtlicher Zeitstellung. | D-7-7229-0297 |      |
| Mönchsdeggingen (Standort) | Brandgräber der Urnenfelderzeit; Siedlung der Bronzezeit, der Hallstattzeit, der Latènezeit, der Völkerwanderungszeit sowie des frühen und hohen Mittelalters.                                    | D-7-7229-0314 |      |
| Mönchsdeggingen (Standort) | Siedlung der Latènezeit. | D-7-7229-0320 |      |
| Mönchsdeggingen (Standort) | Siedlung der Bronzezeit, Urnenfelder-, Hallstatt- und Latènezeit. | D-7-7229-0334 |      |
| Mönchsdeggingen (Standort) | Siedlung des Neolithikums und der Latènezeit. | D-7-7229-0336 |      |
| Mönchsdeggingen (Standort) | Siedlung der Hallstattzeit und der Latènezeit. | D-7-7229-0337 |      |
| Mönchsdeggingen (Standort) | Siedlung des Neolithikums und der Hallstattzeit. | D-7-7229-0338 |      |
| Mönchsdeggingen (Standort) | Siedlung der Hallstattzeit. | D-7-7229-0340 |      |
| Mönchsdeggingen (Standort) | Siedlung der Linearbandkeramik und der Latènezeit. | D-7-7229-0341 |      |
| Mönchsdeggingen (Standort) | Siedlung der Hallstattzeit. | D-7-7229-0342 |      |
| Mönchsdeggingen (Standort) | Siedlung der Hallstattzeit. | D-7-7229-0343 |      |
| Mönchsdeggingen (Standort) | Grabhügel vorgeschichtlicher Zeitstellung. | D-7-7229-0351 |      |
| Mönchsdeggingen (Standort) | Siedlung der Hallstattzeit. | D-7-7229-0364 |      |
| Mönchsdeggingen (Standort) | Siedlung der Urnenfelderzeit. | D-7-7229-0366 |      |
| Mönchsdeggingen (Standort) | Siedlung des Neolithikums, der Bronzezeit, Urnenfelder-, Hallstatt- und Latènezeit sowie der römischen Kaiserzeit und der Völkerwanderungszeit.                                                   | D-7-7229-0371 |      |
| Mönchsdeggingen (Standort) | Mittelalterliche und frühneuzeitliche Befunde im Bereich des ehemaligen Benediktinerklosters und der ehemalige Klosterkirche und heutigen Katholischen Pfarrkirche St. Martin in Mönchsdeggingen. | D-7-7229-0374 |      |
| Mönchsdeggingen (Standort) | Siedlung vorgeschichtlicher Zeitstellung. | D-7-7229-0462 |      |
| Mönchsdeggingen (Standort) | Grabhügel vorgeschichtlicher Zeitstellung. | D-7-7229-0473 |      |
| Mönchsdeggingen (Standort) | Siedlung der Latènezeit. | D-7-7229-0474 |      |
| Mönchsdeggingen (Standort) | Siedlung der Latènezeit. | D-7-7229-0475 |      |
| Mönchsdeggingen (Standort) | Siedlung vorgeschichtlicher Zeitstellung. | D-7-7229-0476 |      |
| Mönchsdeggingen (Standort) | Mittelalterliche und frühneuzeitliche Befunde im Bereich der Evangelisch-Lutherischen Pfarrkirche St. Georg in Mönchsdeggingen.                                                                   | D-7-7229-0477 |      |
| Mönchsdeggingen (Standort) | Archäologische Befunde im Bereich der abgebrochenen Synagoge des 19. Jahrhunderts in Mönchsdeggingen (dritte Synagoge), mit frühneuzeitlichem Vorgängerbau (zweite Synagoge).                     | D-7-7229-0515 |      |
| Mönchsdeggingen (Standort) | Mittelalterliche und frühneuzeitliche Befunde im Bereich der ehemalige frühneuzeitlichen Synagoge in Mönchsdeggingen (erste Synagoge).                                                            | D-7-7229-0516 |      |

### Gemarkung Möttingen
| Lage                 | Objekt | Akten-Nr.     | Bild |
| -------------------- | --- | ------------- | ---- |
| Möttingen (Standort) | Siedlung des Neolithikums, der Urnenfelderzeit, der Hallstattzeit und der Latènezeit sowie Grabenwerk vorgeschichtlicher Zeitstellung. | D-7-7229-0134 |      |

### Gemarkung Oberringingen
| Lage                     | Objekt                                     | Akten-Nr.     | Bild |
| ------------------------ | ------------------------------------------ | ------------- | ---- |
| Oberringingen (Standort) | Grabhügel vorgeschichtlicher Zeitstellung. | D-7-7229-0061 |      |

### Gemarkung Rohrbach
| Lage                | Objekt                                                                            | Akten-Nr.     | Bild |
| ------------------- | --------------------------------------------------------------------------------- | ------------- | ---- |
| Rohrbach (Standort) | Grabhügel vorgeschichtlicher Zeitstellung.                                        | D-7-7229-0304 |      |
| Rohrbach (Standort) | Grabhügel vorgeschichtlicher Zeitstellung.                                        | D-7-7229-0305 |      |
| Rohrbach (Standort) | Grabhügel vorgeschichtlicher Zeitstellung.                                        | D-7-7229-0306 |      |
| Rohrbach (Standort) | Grabhügel vorgeschichtlicher Zeitstellung.                                        | D-7-7229-0307 |      |
| Rohrbach (Standort) | Burgstall des Mittelalters.                                                       | D-7-7229-0308 |      |
| Rohrbach (Standort) | Befunde der frühen Neuzeit im Bereich des abgegangenen Jagdschlosses in Thurneck. | D-7-7229-0480 |      |
| Rohrbach (Standort) | Grabhügel vorgeschichtlicher Zeitstellung.                                        | D-7-7229-0514 |      |

### Gemarkung Schaffhausen
| Lage                    | Objekt | Akten-Nr.     | Bild |
| ----------------------- | --- | ------------- | ---- |
| Schaffhausen (Standort) | Grabhügel vorgeschichtlicher Zeitstellung.                                                                                    | D-7-7229-0271 |      |
| Schaffhausen (Standort) | Grabhügel vorgeschichtlicher Zeitstellung.                                                                                    | D-7-7229-0273 |      |
| Schaffhausen (Standort) | Grabhügel vorgeschichtlicher Zeitstellung.                                                                                    | D-7-7229-0274 |      |
| Schaffhausen (Standort) | Grabhügel vorgeschichtlicher Zeitstellung.                                                                                    | D-7-7229-0311 |      |
| Schaffhausen (Standort) | Siedlung vor- und frühgeschichtlicher Zeitstellung.                                                                           | D-7-7229-0434 |      |
| Schaffhausen (Standort) | Mittelalterliche und frühneuzeitliche Befunde im Bereich der Evangelisch-Lutherischen Pfarrkirche St. Lorenz in Schaffhausen. | D-7-7229-0483 |      |

### Gemarkung Untermagerbein
| Lage                      | Objekt | Akten-Nr.     | Bild |
| ------------------------- | --- | ------------- | ---- |
| Untermagerbein (Standort) | Villa rustica der römischen Kaiserzeit und Kreisgräben vorgeschichtlicher Zeitstellung.                                           | D-7-7229-0298 |      |
| Untermagerbein (Standort) | Abschnittsbefestigung mit Funden der Hallstattzeit.                                                                               | D-7-7229-0299 |      |
| Untermagerbein (Standort) | Bestattungen der Hallstattzeit.                                                                                                   | D-7-7229-0300 |      |
| Untermagerbein (Standort) | Grabhügel vorgeschichtlicher Zeitstellung.                                                                                        | D-7-7229-0301 |      |
| Untermagerbein (Standort) | Grabhügel vorgeschichtlicher Zeitstellung.                                                                                        | D-7-7229-0302 |      |
| Untermagerbein (Standort) | Mittelalterliche und frühneuzeitliche Befunde im Bereich der Evangelisch-Lutherischen Pfarrkirche St. Nikolaus in Untermagerbein. | D-7-7229-0485 |      |
| Untermagerbein (Standort) | Gräber der Hallstattzeit, Siedlung der römischen Kaiserzeit.                                                                      | D-7-7229-0507 |      |

### Gemarkung Ziswingen
| Lage                 | Objekt | Akten-Nr.     | Bild |
| -------------------- | --- | ------------- | ---- |
| Ziswingen (Standort) | Siedlung der Linearbandkeramik, der Bronzezeit, der Latènezeit und der römischen Kaiserzeit.                                                  | D-7-7229-0139 |      |
| Ziswingen (Standort) | Siedlung der Hallstattzeit. | D-7-7229-0140 |      |
| Ziswingen (Standort) | Siedlung der Hallstattzeit. | D-7-7229-0144 |      |
| Ziswingen (Standort) | Siedlung der Hallstatt- und Latènezeit. | D-7-7229-0150 |      |
| Ziswingen (Standort) | Körpergräber des frühen Mittelalters. | D-7-7229-0151 |      |
| Ziswingen (Standort) | Siedlung der Hallstattzeit. | D-7-7229-0152 |      |
| Ziswingen (Standort) | Villa rustica der römischen Kaiserzeit. | D-7-7229-0153 |      |
| Ziswingen (Standort) | Siedlung der Bronzezeit und der Latènezeit.                                                                                                   | D-7-7229-0155 |      |
| Ziswingen (Standort) | Siedlung vorgeschichtlicher Zeitstellung. | D-7-7229-0156 |      |
| Ziswingen (Standort) | Siedlung der Hallstatt- und Latènezeit; Brandgräber der römischen Kaiserzeit.                                                                 | D-7-7229-0157 |      |
| Ziswingen (Standort) | Siedlung der Linearbandkeramik. | D-7-7229-0161 |      |
| Ziswingen (Standort) | Siedlung des Neolithikums und der Latènezeit.                                                                                                 | D-7-7229-0162 |      |
| Ziswingen (Standort) | Siedlung des Neolithikums, der Bronzezeit und Latènezeit.                                                                                     | D-7-7229-0163 |      |
| Ziswingen (Standort) | Siedlung der Linearbandkeramik und der Bronzezeit.                                                                                            | D-7-7229-0164 |      |
| Ziswingen (Standort) | Siedlung der Altheimer Kultur. | D-7-7229-0166 |      |
| Ziswingen (Standort) | Siedlung des Neolithikums, der Hallstatt- und der Latènezeit.                                                                                 | D-7-7229-0167 |      |
| Ziswingen (Standort) | Siedlung der Hallstattzeit. | D-7-7229-0168 |      |
| Ziswingen (Standort) | Siedlung der Linearbandkeramik, der Urnenfelder- und Latènezeit.                                                                              | D-7-7229-0169 |      |
| Ziswingen (Standort) | Siedlung des Neolithikums, der Bronzezeit, Urnenfelder-, Hallstatt- und Latènezeit.                                                           | D-7-7229-0170 |      |
| Ziswingen (Standort) | Siedlung des Neolithikums, der Hallstatt- und Latènezeit.                                                                                     | D-7-7229-0171 |      |
| Ziswingen (Standort) | Siedlung der Linearbandkeramik und der Hallstattzeit.                                                                                         | D-7-7229-0174 |      |
| Ziswingen (Standort) | Siedlung des Neolithikums, der Bronzezeit und der Latènezeit.                                                                                 | D-7-7229-0175 |      |
| Ziswingen (Standort) | Grabhügel vorgeschichtlicher Zeitstellung. | D-7-7229-0176 |      |
| Ziswingen (Standort) | Grabhügel vorgeschichtlicher Zeitstellung. | D-7-7229-0177 |      |
| Ziswingen (Standort) | Grabhügel vorgeschichtlicher Zeitstellung. | D-7-7229-0178 |      |
| Ziswingen (Standort) | Grabhügel vorgeschichtlicher Zeitstellung. | D-7-7229-0179 |      |
| Ziswingen (Standort) | Freilandstation des Paläolithikums, Siedlung der Bronzezeit, Urnenfelder-, Hallstatt- und Latènezeit, Villa rustica der römischen Kaiserzeit. | D-7-7229-0370 |      |
| Ziswingen (Standort) | Siedlung der Hallstattzeit. | D-7-7229-0447 |      |
| Ziswingen (Standort) | Siedlung vorgeschichtlicher Zeitstellung. | D-7-7229-0487 |      |
| Ziswingen (Standort) | Siedlung der Hallstattzeit. | D-7-7229-0488 |      |
| Ziswingen (Standort) | Siedlung vorgeschichtlicher Zeitstellung. | D-7-7229-0489 |      |
| Ziswingen (Standort) | Siedlung der Latènezeit oder der römischen Kaiserzeit.                                                                                        | D-7-7229-0490 |      |
| Ziswingen (Standort) | Siedlung der Hallstattzeit. | D-7-7229-0491 |      |
| Ziswingen (Standort) | Siedlung der Hallstattzeit. | D-7-7229-0492 |      |
| Ziswingen (Standort) | Siedlung vorgeschichtlicher Zeitstellung. | D-7-7229-0494 |      |
| Ziswingen (Standort) | Siedlung vorgeschichtlicher Zeitstellung. | D-7-7229-0495 |      |